# شعبة الدار (بعدان)

تعديل مصدري - تعديل

شعبة الدار محلة تابعة لقرية عثد، التابعة لعزلة ضابي بمديرية بعدان إحدى مديريات محافظة إب في الجمهورية اليمنية، بلغ تعداد سكانها 31 حسب تعداد اليمن لعام 2004.